# Förenade arabemiratens riksvapen
Förenade arabemiratens riksvapen: Falken finns i den lokala faunan och täcker den största delen av vapnet. På cirkelskivan finns Förenade arabemiratens flagga och på dess periferi sju femuddiga stjärnor vilka representerar de sju emiraten. Statens namn står längst ned.